# Igor Kirillov
Igor Leonidovitch Kirillov, em russo И́горь Леони́дович Кири́ллов (Moscou, 14 de Setembro de 1932 – Moscou, 30 de outubro de 2021), foi um célebre âncora de televisão da União Soviética, de início, e mais recentemente, da Rússia.
Trabalhando para a Central de Televisão da URSS, ficou nacionalmente conhecido pelo programa Vrêmia, o telejornal noturno da União Soviética.
Iniciando seus trabalhos na C.T. da URSS em 1957, foi âncora do programa Vrêmia por mais de três décadas.
Em 1989, largou o programa por qual ficou tão conhecido, e até 1998 trabalhou no Primeiro Canal.
Recentemente, fez aparições nas tribunas para apresentar as paradas militares russas em comemoração ao 9 de maio.
Entre suas grandes coberturas, além de diversas viagens ao exterior, algumas vezes junto de políticos soviéticos, estão a Guerra do Afeganistão em 1979, a Olimpíada de Moscou de 1980 e as mortes dos três líderes soviéticos, Leonid Brejnev, Iuri Andropov e Konstantin Chernenko em 1982, 1984 e 1985, respectivamente.
Teve sempre ao seu lado, desde o programa Vrêmia, em todas as noites, até as apresentações periódicas nos feriados, anualmente, a apresentadora Nonna Bodrova, falecida em 2009, conhecida na Rússia tanto como Kirillov.

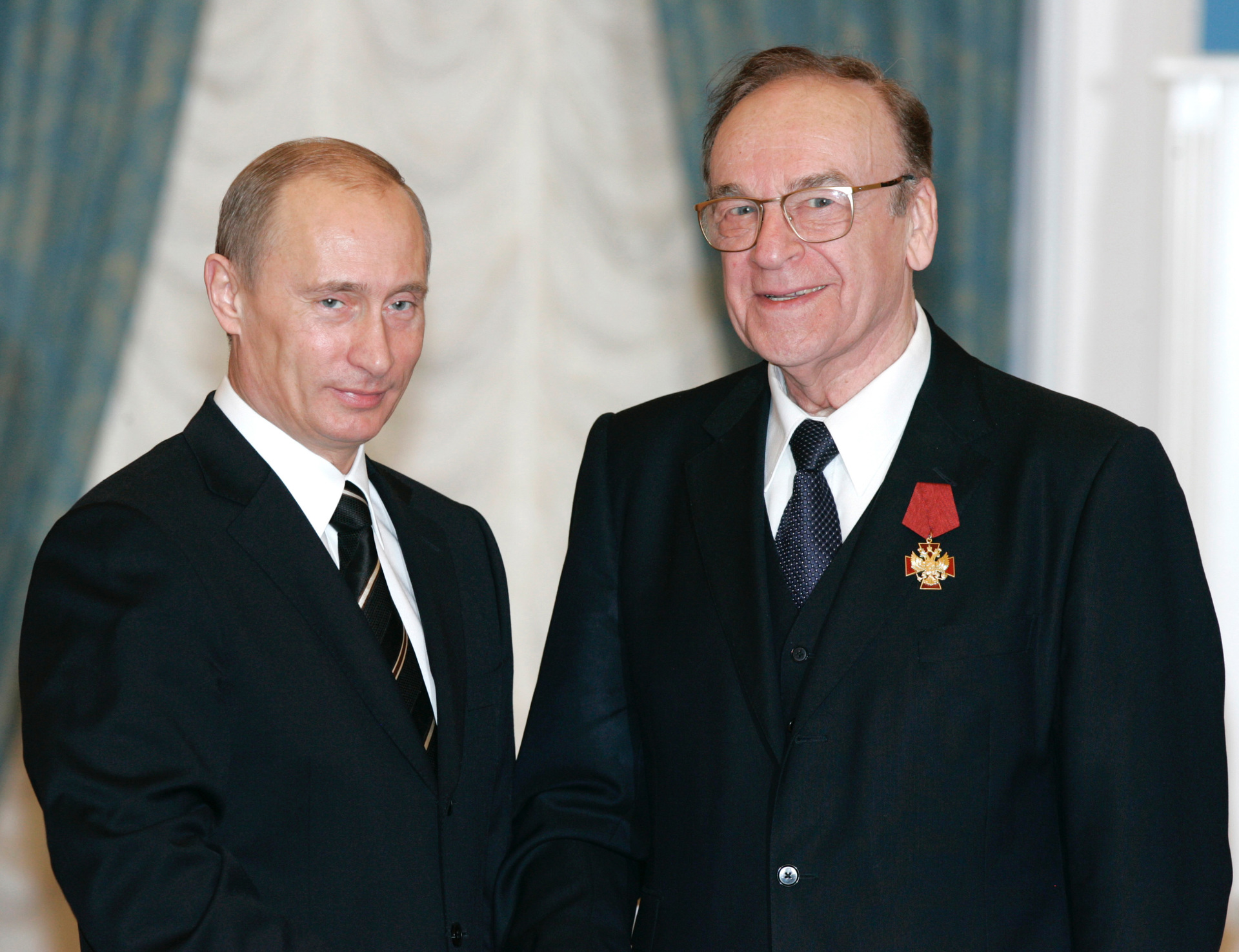
Igor Kirillov no Kremlin, em 2006, recebendo a Ordem do Mérito pela Pátria

Recebeu alguns prêmios, entre eles o Prêmio Estatal da URSS em 1977, o de Artista do Povo da URSS, em 1988 e a Ordem do Mérito pela Pátria em 2006.